# April 2011
| April 2011 |
| Månader under 2011: Januari · Februari · Mars · April · Maj · Juni · Juli · Augusti · September · Oktober · November · December ← December 2010 · Januari 2012 → |

## Händelser

### 25–28 april
- Under tre dagar uppstår 362 tornador som sveper igenom i flera stater i södra USA, detta ses som ett av de värsta tornadoutbrotten i USA:s historia[1].

### 29 april
- Prins William gifter sig med Kate Middleton.